# La Neuville-aux-Joûtes
La Neuville-aux-Joûtes – miejscowość i gmina we Francji, w regionie Grand Est, w departamencie Ardeny.
Według danych na rok 1990 gminę zamieszkiwały 353 osoby, a gęstość zaludnienia wynosiła 27 osób/km².